# Monomyces levidensis
Espèce
Monomyces levidensis est une espèce de coraux appartenant à la famille des Flabellidae.